# Capitano Reggente

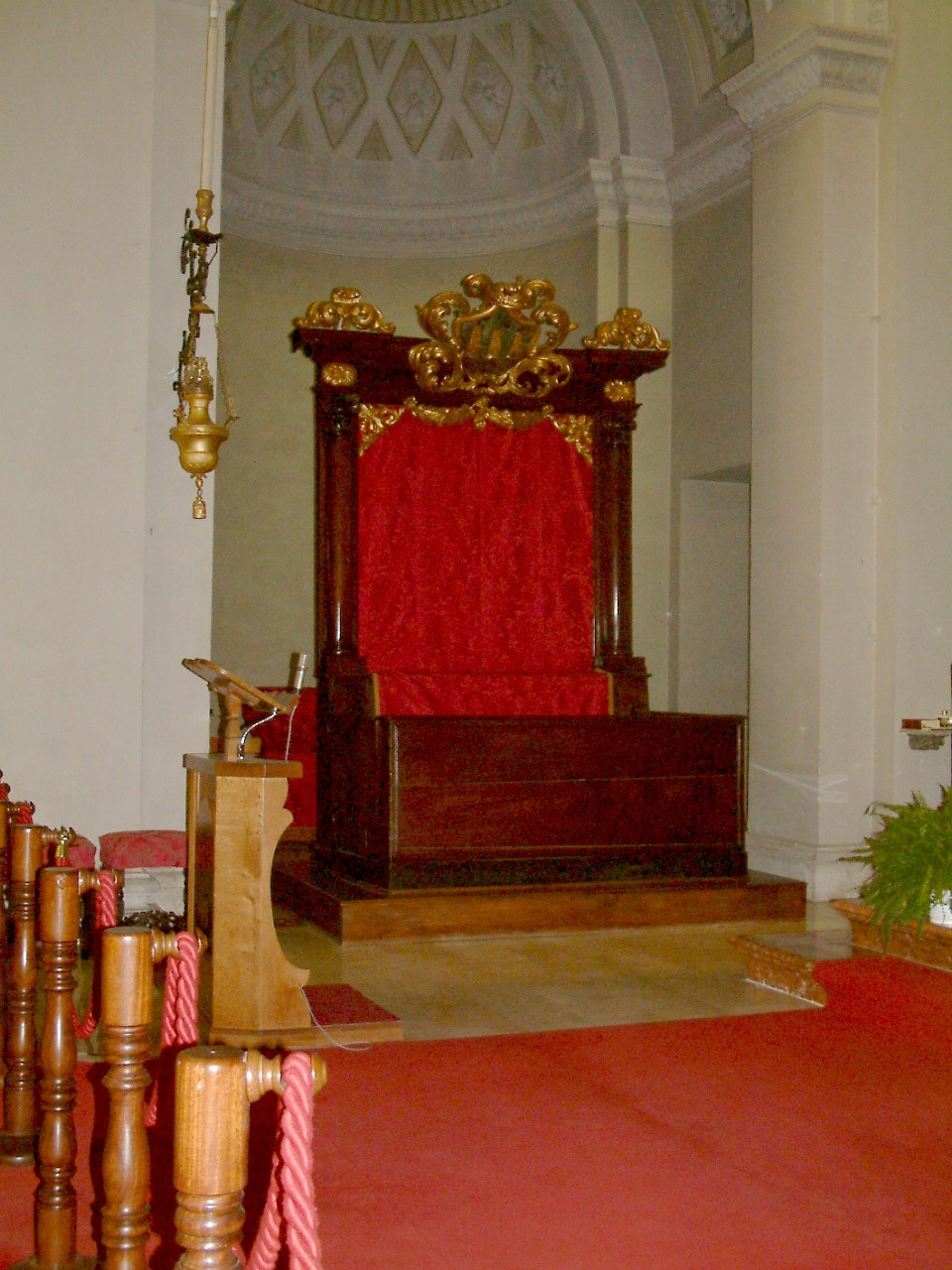
Thron der Capitani Reggenti in der Basilika von San Marino

Capitano Reggente (italienisch für Regierender Hauptmann, Plural Capitani Reggenti) ist der Titel der beiden kollegial amtierenden gleichberechtigten Staatsoberhäupter von San Marino.
Sie werden vom Consiglio Grande e Generale aus den Reihen seiner Mitglieder in geheimer Wahl mit absoluter Mehrheit gewählt. Die Dauer der Amtszeit beträgt sechs Monate und  beginnt am 1. April bzw. am 1. Oktober. Capitani Reggenti müssen die san-marinesische Staatsangehörigkeit von Geburt an besitzen und mindestens 25 Jahre alt sein. Eine Wiederwahl ist frühestens nach drei Jahren möglich.
Die Capitani Reggenti bilden gemeinsam das Staatsoberhaupt und können nur gemeinsam handeln. Ihre Funktion ist vorwiegend repräsentativ. Sie repräsentieren die Republik San Marino und sind die obersten Garanten der staatlichen Ordnung. Sie leiten die Sitzungen des Consiglio Grande e Generale, haben jedoch kein Stimmrecht. Weiter haben sie den Vorsitz im Justizrat (Consiglio Giudizario) und dem Consiglio dei XII. Sie leiten die Sitzungen der Regierung (Congresso di Stato) und der Konferenz der Gemeindevorsteher (Capitani di Castelli).

## Liste der Capitani Reggenti
- Liste der Capitani Reggenti von San Marino, 1243–1500
- Liste der Capitani Reggenti von San Marino, 1500–1700
- Liste der Capitani Reggenti von San Marino seit 1700